# 허스키 스타디움
허스키 스타디움(영어: Husky Stadium)은 미국 워싱턴주 시애틀에 있는 워싱턴 대학교 캠퍼스 안에 있는 실외 경기장이다. 미국 대학 체육 협회의 미식축구팀 워싱턴 허스키스의 홈구장이며, 미식축구와 육상 경기를 개최한다.
U자 모양의 경기장은 18.167°의 각도로 동쪽을 향하고 있는데, 이는 선수들의 눈을 이른 오후의 햇빛으로부터 보호하기 위함이다.